# ラフィー・キャシディ
ラフィー・キャシディ（Raffey Cassidy, 2001年11月12日 - ）は、イギリスの女優。

## 経歴
イギリス、イングランドのグレーター・マンチェスターウォースリー出身。2人の兄フィニーとモッシ―、1人の姉グレースもそれぞれ役者として活躍している。
テレビ映画『Spanish Flu: The Forgotten Fallen』やBBCのテレビドラマ『32 Brinkburn Street』に出演したあと、2012年公開のファンタジー映画『ダーク・シャドウ』でアンジェリーク・ブシャール (エヴァ・グリーン)の若いころを演じ、さらに同年公開のファンタジー映画『スノーホワイト』で幼少時のスノーホワイト (クリステン・スチュワート)を演じた。
英国の児童文学作家ジョージア・ビングによるモリー・ムーン・シリーズの1作目『モリー・ムーンの世界でいちばん不思議な物語』を原作にした2015年に公開の映画『Molly Moon: The Incredible Hypnotist』でドミニク・モナハン、エミリー・ワトソン、ジョーン・コリンズ等と共演、主人公モリー・ムーン役を演じた。また、同年公開のブラッド・バード監督作SFアドベンチャー映画『トゥモローランド』で謎の少女アテナを演じている。

## 人物、エピソード
映画『トゥモローランド』（2015年6月6日公開）でジョージ・クルーニー、ブリット・ロバートソンとともにメインキャストの1人で謎めいた少女アテナ役を演じ、この映画のプロモーションのために初来日。2015年5月25日にクルーニー、ロバートソン、ブラッド・バード監督と一緒に六本木ヒルズで行われたジャパンプレミアに登場した。
また、インタビューにも応じ、『トゥモローランド』でのクルーニーとの共演に「全然緊張することはなかった」とコメント。ディズニーランドが大好きだそうで、お気に入りのアトラクションとして「スペース・マウンテン」と「カリフォルニア・スクリーミン」を挙げ「ジェットコースター系が好きです」と話している。

## 出演作品

### 映画
| 公開年 | 作品名                                                                                     | 役名                                            | 備考                  |
| ------ | ------------------------------------------------------------------------------------------ | ----------------------------------------------- | --------------------- |
| 2009   | Spanish Flu: The Forgotten Fallen                                                          | エレン                                          | テレビ映画            |
| 2012   | ダーク・シャドウ Dark Shadows                                                              | 幼少時のアンジェリーク・ブシャール              |                       |
| 2012   | スノーホワイト Snow White and the Huntsman                                                 | 幼少時のスノーホワイト                          |                       |
| 2015   | トゥモローランド Tomorrowland                                                              | アテナ                                          |                       |
| 2015   | モリー・ムーンの世界でいちばん不思議な物語 Molly Moon and the Incredible Book of Hypnotism | モリー・ムーン                                  |                       |
| 2016   | マリアンヌ Allied                                                                          | アナ・ヴァタン                                  |                       |
| 2017   | 聖なる鹿殺し キリング・オブ・ア・セイクリッド・ディア The Killing of a Sacred Deer         | キム・マーフィー                                |                       |
| 2018   | ポップスター Vox Lux                                                                       | 10代のセレステ・モンゴメリー / アルベルティーネ |                       |
| 2019   | The Other Lamb                                                                             | セラ                                            |                       |
| 2022   | ホワイト・ノイズ White Noise                                                               | デニース                                        | Netflixオリジナル映画 |
| 2023   | ケンスケの王国 Kensuke's Kingdom                                                           | ベッキー                                        | 声の出演              |
| 2024   | ブルータリスト The Brutalist                                                               | ジョーフィア                                    |                       |
| TBA    | The Silence of Mercy                                                                       | Arild                                           | ポストプロダクション  |

### テレビドラマ
| 放映年 | 作品名              | 役名                     | 備考      |
| ------ | ------------------- | ------------------------ | --------- |
| 2011   | 32 Brinkburn Street | ノラ                     | 計5話出演 |
| 2012   | Stepping Up         | フレイヤ                 | 計1話出演 |
| 2013   | Mr Selfridge        | ベアトリス・セルフリッジ | 計9話出演 |